# Matsudaira Nobutsune (Kaminoyama)
Matsudaira Nobutsune (Kaminoyama) est un nom japonais traditionnel ; le nom de famille (ou le nom d'école), Matsudaira, précède donc le prénom (ou le nom d'artiste).
Matsudaira Nobutsune (松平 信庸, 22 septembre 1844-5 mars 1918) est un samouraï né à la fin de l'époque d'Edo, daimyo du domaine de Kaminoyama dans la province de Dewa. Après qu'il est devenu chef de la famille en 1862, il est daimyo de Kaminoyama lors de son implication dans l'incendie de la résidence de Satsuma en 1868. Il rejoint ensuite l'Ōuetsu Reppan Dōmei et mène son domaine en soutien de ses voisins du Nord. À la fin de la guerre, il est contraint de se retirer et de laisser son frère Nobuyasu lui succéder. Pendant l'ère Meiji, Nobutsune est fait vicomte (子爵 (shishaku)) dans le cadre du nouveau système de noblesse japonais.
Nobutsune décède en 1918 à l'âge de 73 ans.

## Source de la traduction
- (en) Cet article est partiellement ou en totalité issu de l’article de Wikipédia en anglais intitulé « Matsudaira Nobutsune (Kaminoyama) » (voir la liste des auteurs).